# Zdravko Jelinčič
Zdravko Jelinčič, slovenski pesnik, * 8. marec 1921, Črni Vrh, † 2. oktober 1997, Toronto, Kanada.

## Življenjepis
Jelinčič je leta 1946 diplomiral iz modernih jezikov in literature  na univerzi v Benetkah. Zaposlil se je v šolstvu in poučeval na liceju in učiteljišču v Gorici, po določitvi meje leta 1947 med Jugoslavijo in Italijo pa v gimnaziji v Šempetru pri Gorici. Avgusta leta 1958 je pobegnil v Avstrijo, naslednje leto pa se je odselil v Kanado.

## Književno delo
Jelinčič je v mladosti pisal domoljubne, osebnoizpovedne pesmi v slovenskem, italijanskem in ruskem jeziku. Pesmi je sprva objavljal v Torontskem listu Dnevnik - Diary. Leta 1980 je v Torontu objavil pesnitev Rusalke, pesmi napisane v slovenskem, italijanskem in ruskem jeziku pa v knjigi Pesmi. V Jelinčičevih pesmih prevladujejo motivi rodne Primorske, osebne izpovedi in tako imenovana Kanadska lirika.
Poleg pesništva pa se je Jelinčič ukvarjal tudi z latinsko literaturo (Latinska literatura na Slovenskem, Toronto, 1976) in etruščino (Etruščina I - III, Toronto, 1979).